# Paarden van Ithaka
De Paarden van Ithaka is een paardenbaan in Attractiepark Toverland in het Nederlandse Sevenum. De paardenbaan opende in 2010 en werd gemaakt door Metallbau Emmeln en staat in het themagebied Ithaka.
De attractie is genoemd naar het Griekse eiland Ithaka.
Lijst van attracties in Attractiepark Toverland · Afbeeldingen